# Grot van Onze Lieve Vrouw (Affligem)
De Grot van Onze Lieve Vrouw is een Lourdesgrot in Teralfene, deelgemeente van Affligem. De grot werd door Teralfenaar en tevens landbouwer Frans Temmerman gebouwd voor de genezing van zijn moeder Rosalie Van Vaerenbergh en is een verkleinde weergave van de Massabiellegrot te Lourdes. Ze werd in 1885 ingezegend op het feest van Petrus en Paulus (29 juni), een gebeurtenis die veel volk op de been bracht. In de kerk werd eerst halt gehouden waar een lof werd gezongen en waar onderpastoor Daman van Denderleeuw een predicatie hield. Daarna trok de stoet verder langs de versierde Balleistraat naar de grot waar de beelden werden gewijd.
Frans Temmerman wilde eerst enkel een kapel bouwen, maar het werd uiteindelijk een grot, die hij alleen gemaakt zou hebben van onder andere brikken die ter plaatse gebakken werden, de zandstenen liet hij aanvoeren. De grot bevindt zich op de Balleistraat, een sterk hellend terrein dat zich uitstekend leent voor het bouwen van een grot. Aan de buitenkant werden bomen en struiken aangeplant met ertussen, zowel aan de linker- als de rechterkant stenen trappen die naar het achtergelegen grasterrein leiden. Wanneer men de aangelegde trappen volgt, komt men op een pad, omringd met hoge populieren en met in het midden het grasterrein. Langs dit pad zijn 15 kapelletjes opgericht van de Heilige Rozenkrans. Van hieruit had men vroeger een prachtig zicht op de Dendervallei.
Frans Temmerman en zijn echtgenote Celestine Van Nieuwenhove vierden er nog in 1935 hun briljanten bruiloft, in dat jaar bestond de grot ook 50 jaar.  Het grote grasplein was tevens een uitstekende plaats voor het opvoeren van toneelstukken in de open lucht. Zo werd in 1947 'Het wonder der meimaand' opgevoerd en in 1950: 'Zo kwam Onze-Lieve-Vrouwke tot ons'. Om het 75-jarige bestaan te vieren, werd in 1960 een Maria-spel opgevoerd op het domein achter de grot. Op 30 juni 1985 werd het honderdjarig bestaan van de grot plechtig gevierd.
In 1948 werd de vzw "De vrienden van de grot" opgericht, met als hoofddoel het voortbestaan en het onderhoud van de grot te verzekeren.
Ondertussen werd de Grot van Onze Lieve Vrouw een (klein) bedevaartsoord voor inwoners van Affligem en omstreken, een heiligdom waar tot op vandaag mensen langskomen en de mogelijkheid hebben om een kaarsje te laten branden in de grot, voor de grot bevinden zich enkele houten banken om wat te verpozen en te bidden. Vooral in de maand mei met de eucharistieviering, kaarskensprocessie en iedere dag de rozenkrans heeft het gebeuren rond de grond te Teralfene nog steeds een levendig karakter.  